# 슈퍼TV 세계가 보인다
슈퍼TV 세계가 보인다는 1995년 2월 1일 에서 1996년 3월 27일 까지 방영했던 예능 프로그램이다.

## 결방
- 1995년 5월 17일: 민방 전국 네트워크 출범 지역민방 동시 개국 특집 - 정다운 고향 아름다운 사투리 방영
- 1995년 8월 23일: '95 여름 기획 3부작 - 적도 표류기 3부 방영
- 1995년 10월 4일: '95 프로야구 플레이오프 2차전 LG : 롯데 방영

## 같이 보기
- 지구촌 퀴즈